# Sobreoscil·lació

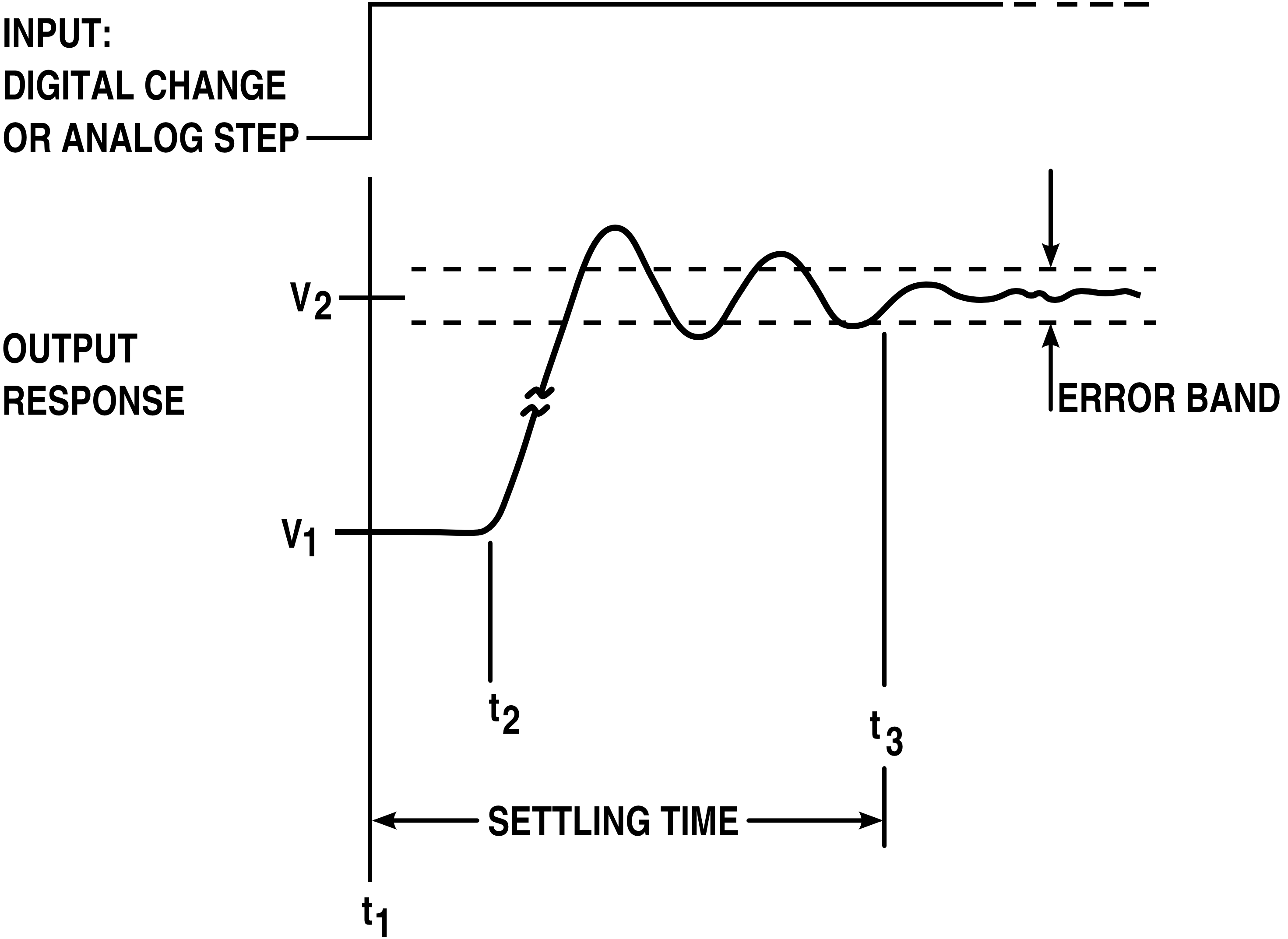
Una il·lustració d'un desbordament, seguit d'un temps d'ondulació i d'assentament.

En electrònica, processament de senyal i vídeo, la sobreoscil·lació és l'ondulació d'un senyal, especialment en la resposta de pas (la resposta a un canvi sobtat d'entrada). Sovint aquest senyal és indesitjable, però no sempre, com en el cas de l'acoblament inductiu ressonant. Està estretament relacionat amb la sobretensió, sovint com a resposta d'amortiment després de l'excés de tensió i, per tant, els termes es combinen de vegades.
També es coneix com a ondulació, especialment en l'electricitat o en la resposta del domini de la freqüència.
En els circuits elèctrics, l'ondulació és una oscil·lació no desitjada d'una tensió o corrent. Succeeix quan un pols elèctric fa que les capacitats i inductàncies paràsites del circuit (és a dir, les que no formen part del disseny, sinó només subproductes dels materials utilitzats per construir el circuit) ressonin a la seva freqüència característica. Els artefactes sonors també estan presents en les ones quadrades; vegeu el fenomen Gibbs.
L'ondulació és indesitjable perquè fa que flueixi un corrent addicional, per tant malgasta energia i provoca un escalfament addicional dels components; pot provocar l'emissió de radiacions electromagnètiques no desitjades; pot retardar l'arribada a un estat final desitjat (augmentar el temps d'assentament); i pot provocar l'activació no desitjada d'elements biestables en circuits digitals.
L'ondulació pot ser degut a la reflexió del senyal, en aquest cas es pot minimitzar mitjançant l'adaptació d'impedància.